# Клуб боевых искусств
«Клуб боевых искусств» (англ. Martial Club, иер. трад. 武館, кант.-рус.: Моу кунь) — гонконгский художественный фильм производства студии братьев Шао, срежиссированный Лю Цзяляном. Вошёл в десятку самых кассовых кинофильмов на китайском языке 1981 года и в целом получил высокие оценки кинокритиков.

## Сюжет
Вон Фэйхун и Вон Яньлам — ученики соседствующих школ боевых искусств, каждый из которых ищет возможности переплюнуть другого в дружественном поединке. Во время танца льва старший ученик третьей школы нарушает правила, врываясь и вызывая Яньлама на танцевальный поединок. В конечном счёте глав двух школ, Чена и Лу, пытается помирить Вон Кхэйин, отец Фэйхуна, но это ни к чему не приводит.
Когда идея в очередной раз посоперничать приводит к тому, что двое друзей просят своих ближайших доверенных лиц подстроить поединок от их лица, это заканчивается схваткой с мастером Тань Хуном, экспертом по кунг-фу с севера, прибывшим на юг установить дружеские связи и объединить известные стили. Оказывается, что он гость мастера Лу и его инструмент в попытке возвыситься над всеми школами боевых искусств в округе (Лу хочет использовать умения северянина, чтобы осуществить свой план). В дальнейшем происходят недоразумения, обман и хитрости, каждые из которых приводят к очередной схватке вплоть до финального поединка Вон Фэйхуна и Тань Хуна.

## Исполнители ролей
| Актёр       | Роль                      |
| ----------- | ------------------------- |
| Гордон Лю   | Вон Фэйхун                |
| Вай Инхун   | Вон Кукъин                |
| Май Дело    | Вон Яньлам                |
| Ван Лунвэй  | Тань Хун                  |
| Ку Фэн      | Вон Кхэйин                |
| Сяо Хоу     | Мак Чаньфа                |
| Цзин Чжу    | Лук Саньхоу               |
| Чю Тхитво   | Лук Ченфу                 |
| Уилсон Тхон | Чен Тхиньсау              |
| Цзин Мяо    | наблюдает за танцем льва  |
| Вон Чхинхо  | работник в публичном доме |
| Кара Хуэй   | Вин Чу-Ин                 |